# Comilla Sadar Dakshin
Comilla Sadar Dakshin (en bengali : সদর দক্ষিণ) est une upazila du Bangladesh dans le district de Comilla. En 2011, on y dénombrait 415 034 habitants.